# Кшижова (Свідницький повіт)
Кшижова (пол. Krzyżowa, нім. Kreisau) — село в Польщі, у гміні Свідниця Свідницького повіту Нижньосілезького воєводства.
Населення — 227 осіб (2011).
У 1975-1998 роках село належало до Валбжиського воєводства.

## Демографія
Демографічна структура станом на 31 березня 2011 року:
|          | Загалом | Допрацездатний вік | Працездатний вік | Постпрацездатний вік |
| -------- | ------- | ------------------ | ---------------- | -------------------- |
| Чоловіки | 107     | 28                 | 71               | 8                    |
| Жінки    | 120     | 21                 | 74               | 25                   |
| Разом    | 227     | 49                 | 145              | 33                   |